# Мухаммаду Бухарі
Мухаммаду Бухарі (17 грудня 1942 , Daurad, Кацина  — 13 липня 2025 , Лондон ) — нігерійський державний діяч, глава держави з 1983 по 1985 рік. Повторно обраний на посаду Президента країни у 2015 році та переобраний у 2019 році.

## Біографія
31 грудня 1983 генерал-майор Бухарі очолив країну після успішного військового перевороту, коли був повалений президент Шеху Шагарі. До перевороту, Бухарі командував бронетанковою дивізією в місті Джос. Мухаммаду Бухарі вважав виправданим захоплення військовими влади в країні, так як на його думку, громадянський уряд був безнадійно корумпований. Після приходу до влади військових, за запізнення на роботу державних службовців чекало публічне приниження (вони були змушені стрибати як жаба).
Також він видав указ про обмеження свободи преси та указ про взяття противників режиму під варту до трьох місяців без пред'явлення офіційних звинувачень. Крім того, Бухарі заборонив страйки працівників і заснував в Нігерії таємну поліцію (Національну організацію безпеки). При його владі, популярний музикант і політичний критик Пелая Куті був засуджений до десяти років тюремного ув'язнення. Організація Amnesty International засудила даний вирок і назвала матеріали справи сфабрикованими.
В умовах жорсткої економії, погіршення економічних умов і тривала корупції, Бухарі був повалений в результаті державного перевороту під керівництвом генерала Ібрагіма Бабангіда 27 серпня 1985. Мухаммаду Бухарі перебував під вартою в Бенін-Сіті до 1988 року.
Переміг на загальних виборах президента 28 березня 2015, обійшовши чинного президента Гудлак Джонатана і набрав 15,4 мільйона голосів проти 13,3. Бухарі виграв в семи штатах, в основному на півночі, а Джонатан в п'яти нафтовидобувних південних, в тому числі в столиці.